# 왕희도
왕희도(王熙道, 1711년 9월 28일~1782년 1월 26일)은 조선 후기의 무신이다. 자(字)는 여심(汝心), 본관은 개성이다. 조선왕조실록에는 등장하지 않으나, 승정원일기에 행적이 나타난다. 양양공 왕서의 19대손이다. 경기도 풍덕군 덕수 출신이며, 삼삼파 만호, 절충장군, 가선대부 동지중추부사 등을 역임했다.

## 생애
고조부는 통훈대부 왕신남, 증조부는 증 장악원정에 추증된 왕갑생(王甲生)이고, 할아버지는 증 참의 왕시익(王時益)이며, 아버지는 증 참판에 추증된 왕태운(王泰運)이고, 어머니는 밀양박씨로 박신(朴信)의 딸이다. 개성왕씨 성원록에는 그의 아버지 왕태운이 숙종 경신년(1680년생)으로 나타나나, 승정원일기 1747년 6월 10일자 기사에 의하면 이때 아버지의 나이가 73세로 나온다. 고려 신종의 차남 양양공 서의 19대손이고, 순화후 유의 15대손, 공양왕 요의 삼촌 학성부원군 왕향의 14대손이 된다.
형제자매로는 형 왕세도(王世道), 누이로 해주오씨 오중필(吳重弼)에게 출가한 누이가 기록에 전한다. 오중필은 오인(吳仁)의 아들이고, 자녀는 오덕원(吳德源), 무과 오덕재(吳德載)이다. 숙부는 왕태봉(王泰封)인데, 노인직으로 수직 가선대부를 역임했고 조선 순조대까지 생존해 있었다.
조선 건국 후, 태조 때 수원에서 처형된 13대조 왕거, 그의 형이자 종13대조 남평군 왕화가 조선 태조실록에 나타나고, 왕화의 아들 원윤 왕근은 고려사 세가에 이름만 전한다. 이후 이름만 전하고 행적은 미상인데, 5대조 왕춘경 부터 기록이 전한다. 개성왕씨 양양공파 학성부원군파 소문중 족보에 의하면 왕춘경의 대에 경기도 풍덕군에 와서 거주했다 한다. 이후 풍덕군 남면. 북면 일대, 덕수 진봉산 일대에 그의 일가 산소가 조성되었다.
무과에 급제했으나, 과거 합격자 기록이 실전됐다. 여지도서 상(輿地圖書 上) 중 6권 補遺篇(京兆, 松都, 水原)편에는 송도지역 소개 중 무과에 합격한 인물 명단에 그의 이름이 나타나 있다. 그러나 여지도서 상 6권에는 합격자들의 합격일시는 나타나지 않는다. 개성 지역의 향토지 중경지(中京誌)의 제6권 무과(武科) 편에도 무과 합격자 명단 중 그의 이름이 나타나고, 최종 관직은 동지로 나타난다. 그러나 중경지 6권에도 그의 과거 합격 일자는 기록이 었다.
1747년(영조 23) 5월 29일 삼삼파 만호(森森波萬戶)가 되었다. 그해 6월 10일 정장(呈狀)을 올려 아버지의 나이가 73세임을 들어 체직을 청하자(老父今年七十三歲, 法不當遠離赴任), 병조로부터 변장의 지친이 70세가 이상인 자들은 체임을 허가할 것을 상주하여 영조가 윤허하였다.
1770년(영조 46) 6월 20일 절충(折衝)으로 재직 중 상가(賞加)되어 가선대부(嘉善大夫)로 승진했다. 그런데 어떤 이유로 포상받았는가는 기록에 나타나지 않는다. 그해 7월 4일 병비의 천거로 동지중추부사에 단부되었다. 최종 관직은 동지중추부사에 이르렀다. 輿地圖書 上 6권,  補遺篇(京兆, 松都, 水原)에 관직자 명단 중 무과 편에 왕희도 동지의 이름이 나타난다.

## 참고 문헌
- 《승정원일기》